# تيم هدسون
تيم هدسون (بالإنجليزية: Tim Hudson)‏ (و. 1975  م) هو لاعب كرة قاعدة، من الولايات المتحدة، ولد في كولومبوس، أوهايو، يلعب كمرسل مطلق ‏.

## التعليم
تعلم في Glenwood High School ‏، وجامعة أوبرن، وChattahoochee Valley Community College ‏.

## جوائز
حصل على جوائز منها:
- Major League Baseball Comeback Player of the Year Award [الإنجليزية]‏ (2010)[3]
- Hutch Award [الإنجليزية]‏ (2010)[3]
- Major League Baseball All-Star [الإنجليزية]‏ (2010)[3][4]
- Major League Baseball All-Star [الإنجليزية]‏ (2004)[3][5]
- Major League Baseball All-Star [الإنجليزية]‏ (2000).[3][6]

## روابط خارجية
- تيم هدسون على موقع دوري كرة القاعدة الرئيسي (الإنجليزية)
- تيم هدسون على موقعبيزبول رفرنس.كوم (الدوري الرئيسي) (الإنجليزية)
- تيم هدسون على موقعبيزبول رفرنس.كوم (الدوري الثانوي) (الإنجليزية)
- تيم هدسون على موقع إي إس بي إن.كوم (أم.أل.بي) (الإنجليزية)
- تيم هدسون على موقع مشجعي الرسوم البيانية (الإنجليزية)